# Monoteísmo
O monoteísmo (do grego: μόνος, transl. mónos, "único", e θεός, transl. théos, "deus": único deus) é a crença na existência de apenas um deus. Diferencia-se do henoteísmo por ser este a crença preferencial em um deus reconhecido entre muitos. A divindade, nas religiões monoteístas, é onipotente, onisciente e onipresente. Exemplos de religiões monoteístas incluem o cristianismo, a fé bahá'í, o islamismo, o judaísmo, setores do hinduísmo e o zoroastrismo.

## Definição e variedades
Monoteísmo é a crença em um deus singular, em contraste com o politeísmo, a crença em várias divindades. Politeísmo é, no entanto, conciliável com o monoteísmo inclusivo ou outras formas de monismo; a distinção entre monoteísmo e politeísmo não é clara nem objetiva.
O henoteísmo envolve a devoção a um Deus único, ao mesmo tempo em que aceita a existência de outros deuses. Embora semelhantes, ele contrasta drasticamente com o monoteísmo, a adoração a uma divindade única independente dos litígios ontológicos referentes à divindade.
O monoteísmo é frequentemente contrastado com o dualismo teísta (diteísmo). No entanto, nas teologias dualistas, como o Gnosticismo, as duas divindades não são de igual valor, e o papel do demiurgo gnóstico é mais parecido com o de Satanás na teologia cristã do que uma diarquia em condições de igualdade com Deus (que é representado em uma forma panteísta, como a Pleroma).
O monoteísmo pode envolver uma grande variedade de concepções de Deus:
- O deísmo postula a existência de um único deus, o criador de tudo na natureza. Alguns deístas acreditam em um deus impessoal que não intervém no mundo, enquanto outros deístas acreditam na intervenção através da Providência;
- O monismo é o tipo de monoteísmo encontrado no Hinduísmo, englobando o panteísmo e o panenteísmo, e ao mesmo tempo, o conceito de um Deus pessoal;
- O panteísmo sustenta que o Universo em si é Deus. A existência de um ser transcendente estranho à natureza é negado;
- O panenteísmo é uma forma de monoteísmo monista, que sustenta que Deus é todo da existência, que contém, mas não é idêntico ao, Universo. O único deus é onipotente e onipresente, o universo é parte de Deus, e Deus é tanto imanente quanto transcendente;
- O monoteísmo substancial, encontrado em algumas religiões indígenas africanas, sustenta que os inúmeros deuses são formas diferentes de uma única substância subjacente.

## Origem e desenvolvimento
A palavra monoteísmo é derivado do grego μόνος (monos) que significa "único" e θεός (theos) que significa "divindade".
Alguns autores como Karen Armstrong acreditam que o conceito de monoteísmo obteve um desenvolvimento gradual das noções de henoteísmo (adorar um deus único, aceitando a existência, ou possível existência, de outras divindades) e monolatria (o reconhecimento da existência de muitos deuses, mas com a adoração consistente de uma única divindade). No entanto, a incidência histórica do monoteísmo é tão rara, que é difícil apoiar qualquer teoria da evolução natural das religiões do politeísmo ao henoteísmo e monoteísmo.

Até onde historicamente se sabe, o primeiro caso de monoteísmo, reconhecido como tal pelos historiadores, foi o culto do faraó Amenhotep IV ou Akhenaton ao deus Aton. "Aton vivo, não há outro exceto ele!", disse o faraó. No quinto ano de seu reinado, a revolução monoteísta de Akhenaton se transformou em repressão religiosa em grande escala, num esforço sem paralelo para impor sua visão monoteísta sobre todo o império. A adoração de qualquer outro deus que não fosse Aton foi declarada ilegal no Egito. Todos os templos, exceto os do Disco Solar, foram fechados e seus sacerdócios dissolvidos. Uma força militar marchou de templo em templo, de cidade em cidade, esmagando os ídolos de outros deuses, quebrando suas imagens nos monumentos públicos, apagando seus nomes de documentos antigos. Isso foi uma espécie de pogrom contra os deuses do Egito. Foi violento, destrutivo, implacável e, no final, malsucedido. Depois da morte de Akhenaton, o monoteísmo foi rotulado de heresia, sacrilégio forçado entre um povo que não o desejava. Seu filho Tutankhaton restaurou a antiga ordem religiosa. A maioria das estátuas de Akhenaton foi destruída ou enterrada no deserto. A primeira tentativa de monoteísmo da história foi enterrada nas areias do Egito e esquecida.

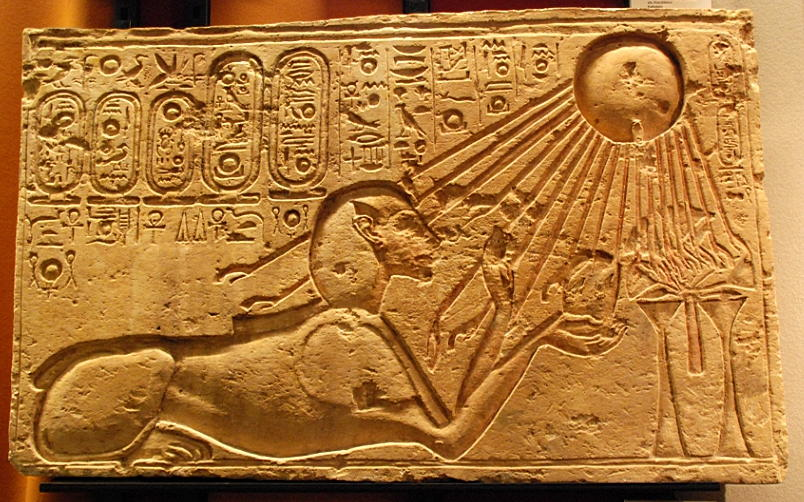
Akhenaton na forma de uma esfinge adorando a Aton. Cartucho esquerdo com os nomes de Aton e Akhenaton.

Por volta do ano 1100 a.C, o monoteísmo novamente aparece no Irã. No zoroastrismo, Aúra-Masda aparece como uma divindade suprema e transcendental. Zaratustra completou seu sistema monoteísta com uma cosmologia dualista — o Bem contra o Mal — dualismo este que, posteriormente, influenciaria outras religiões, entre elas, o cristianismo.
No Antigo Oriente, cada cidade tinha uma divindade padroeira local, tais como Chamache em Larsa ou Nana em Ur. As primeiras alegações da supremacia global de um deus específico data da Idade do Bronze, com o Grande Hino a Aton de Aquenáton (Sigmund Freud, em Moisés e o Monoteísmo, especula que esteja ligado ao judaísmo).
Correntes do monismo e monoteísmo surgiram na Índia védica mais cedo. O Rig Veda apresenta noções de monismo, em particular no décimo livro, também datado da Idade do Ferro, na Nasadiya sukta.
O monoteísmo filosófico e o conceito associado de bem e mal absolutos emergiram no Zoroastrismo e judaísmo, mais tarde culminando nas doutrinas da cristologia no cristianismo primitivo e mais tarde (por volta do século VII) na tawhid do Islã. Na teologia islâmica, uma pessoa que espontaneamente "descobre" o monoteísmo é chamado de hanif, sendo que o Hanif original foi Abraão.
O antropólogo e padre austríaco Wilhelm Schmidt, em 1910, postulou a teoria do Urmonotheismus, "monoteísmo primitivo" ou "original", onde a humanidade primitiva teria sido originalmente monoteísta. O missionário e escritor Don Richardson o apoiou e, a partir da ideia de Schimidt, desenvolveu uma nova ideia, que afirmava que todas as religiões tribais originais apresentam (ou apresentavam) noções de um Deus único há muito esquecido e substituído por ídolos (politeísmo), que correspondia às afirmações bíblicas de que Deus "permitiu que todas as nações andassem segundo seus próprios caminhos. No entanto, Deus não ficou sem dar testemunho sobre Sua própria pessoa" (Atos 14:17), e, portanto, as divindades supremas de cada povo seriam, na verdade, um único Deus (que é apresentado na Bíblia) e que se reconciliaria com eles por meio de Jesus Cristo. Ele apresentou esta ideia em seu livro Fator Melquisedeque.

## Religiões abraâmicas
A principal fonte do monoteísmo no mundo ocidental moderno é a narrativa da Bíblia Hebraica, a escritura de judaísmo. Abraão é o primeiro dos Patriarcas bíblicos e fundador do monoteísmo dos hebreus. As origens do judaísmo relaciona-se com a história dos reinos de Judá e de Israel da Idade do Ferro, 1000–586 a.C. Ambos os reinos tinham Javé como sua divindade (ou seja, o deus da corte real e do reino), ao mesmo tempo em que adoravam muitos outros deuses. No século VIII, a propaganda real dos assírios defendia o domínio universal (o que significa o domínio sobre todos os outros deuses) do deus assírio Ashur. Em reação a isso, certos grupos em Israel enfatizaram o poder único de Javé como um sinal da independência nacional. Quando Israel foi destruída pela Assíria (721 a.C.), refugiados trouxeram a ideologia do Javé único para Judá, onde se tornou a ideologia do Estado durante os reinados de pelo menos dois reis. Nesta fase (final do século VII a.C.), o culto a deus de Judá não era estritamente monoteísta, mas Javé foi reconhecido como supremo sobre todos os outros deuses.
A próxima etapa começou com a queda de Judá para a Babilônia, em 586 a.C., quando um pequeno grupo de sacerdotes e escribas reunidos em torno da corte real exilada desenvolveu a primeira ideia de Javé como único deus do mundo. A tendência em direção ao monoteísmo foi acelerada pela queda da Babilônia para os persas em 538, o que permitiu aos exilados assumir o controle da nova província persa de Judá.
O cristianismo surgiu dentro do judaísmo como uma pequena seita religiosa durante os primeiros séculos da Era Cristã, baseada na crença de que o Messias Prometido de Israel seria Jesus. Divulgado inicialmente pelos discípulos de Jesus, ganhou certa expansão de fiéis desde a Palestina até Roma e, a partir de então passou a ser uma religião com um número bastante de convertidos. Os judeus, em sua grande maioria, não aceitaram Jesus como o Messias Prometido continuando a esperar pela vinda deste personagem da fé judaica.
O Islã surgiu no século VII d.C. como uma reação ao cristianismo e ao judaísmo, com base em ambos, mas com uma versão do monoteísmo baseado no judaísmo. Considera Jesus como messias ("Isa al-Masih" em árabe, "Jesus, o Messias"), mas diferentemente do cristianismo, não o considera como divino, e portanto segue pertencendo à lista de crenças monoteístas.

### Visão Bahá'í
Os Bahá'ís acreditam em um único Deus, o criador de todas as coisas, que incluem todas as criaturas e forças do universo. A existência de Deus é conceituada como eterna, não tendo começo ou fim. Embora inacessível e incognoscível, Deus é tido como consciente de Sua criação, com vontade e propósito. Os Bahá'ís acreditam que Deus expressa Sua vontade de várias maneiras, incluindo uma série de mensageiros divinos referidos como Manifestantes de Deus ou algumas vezes como educadores divinos. Essas manifestações que estabelecem religiões no mundo, são uma forma de Deus educar a humanidade.
Os ensinamentos Bahá'ís declaram que Deus compreende tudo, por isso não pode ser compreendido. Na religião Bahá'í Deus é frequentemente referido por títulos, como "Todo-Poderoso" ou "Suprema Sabedoria", e há quantidade considerável de ênfase no monoteísmo.
A Fé Bahá'í conceitua como caráter monoteísta as maiores religiões independentes, determinando um padrão de revelação continuada entre todas elas.

### Visão judaica
Para os judeus o monoteísmo é a crença em YHWH (O Nome [á-Shem] sendo conhecido após a entrega da Torá ou Pentateuco; também grafado reverentemente como D'us / D´us / D‑us), que é o detentor do Poder Absoluto e obviamente não há nada que aja fora de Seu desígnio, é por essa razão que não deve ser confundido com outras cosmovisões: o teísta, a crença em um deus supremo em meio a muitos outros deuses; o deísmo, a crença de que o deus criou o mundo mais não interfere nele; o panteísmo, a crença de que o divino/Deus está em tudo e tudo é Deus/divino; e o ateísmo, a crença que logicamente é a sua antítese, na absoluta inexistência de Deus ou deuses. Nos treze fundamentos da fé judaica, segundo Maimônides, os quatro primeiros demonstram os pilares do monoteísmo conforme a fé judaica. O primeiro fundamento declara a existência de Deus, o segundo, que Deus é único e que não existe unicidade como a d'Ele, no terceiro a incorporabilidade de Deus, isentando-O de qualquer propriedade antropomórfica, e no quarto fundamento, a eternidade de Deus.

#### Início do Monoteísmo
Hebreus de todos os povos semitas foram os únicos a alcançar a forma monoteísta pura; isso no decorrer de sécs de ensinamentos proféticos.

O escritor francês Ernest Renan propôs a teoria de que o instinto monoteísta era um traço semítico e que, portanto, a crença universal de que era característico dos hebreus deveria ser modificada. Mas pesquisas posteriores sobre origens semíticas demonstraram a insustentabilidade da alegação de Renan. Robertson Smith resumiu o assunto com a afirmação de que "o que é freqüentemente descrito como uma tendência natural da religião semítica para o monoteísmo ético nada é mais do que uma conseqüência da aliança da religião com a monarquia" (Rel. De Sem., p. 74; Montefiore, Hibbert Lectures, p. 24; Schreiner, Die Jüngsten Urtheile über das Judenthum, p. 7).— Joseph Jacobs e David Philipson Jewish Encyclopedia

#### Ascensão do Monoteísmo
Na tradição hebraica, a origem da crença no único Deus está ligada ao despertar religioso do patriarca Abraão. Lendas posteriores descrevem circunstancialmente como Abraão alcançou essa crença. Embora a tradição contenha sem dúvida o cerne da verdade, a crítica moderna sustenta que as tribos hebraicas foram levadas a uma clara compreensão da diferença entre seu Deus e os deuses das nações vizinhas através do trabalho e dos ensinamentos de Moisés. A aceitação da crença monoteísta pura por todo o povo era um processo lento na melhor das hipóteses; quão lenta era que, muitas afirmações nos livros históricos e proféticos da Bíblia são amplamente dedicados ao assunto. Durante todo o período da primeira comunidade houve um vai e vem à idolatria por parte das pessoas—diversas vezes esquecidas de sua obrigação de adorar—YHWH—só Ele—o povo seguiu depois e depois à entrega da Torá: ba'alim; bamot; asherot. Deidades que eram compartilhadas pela terra em diversos dialetos; freqüentemente, também, os israelitas confundiam a adoração de YHWH com a adoração de Baal.

#### Monolatria
No desenvolvimento da crença religiosa em Israel há indícios de um crescimento através de vários estágios antes que a concepção de monoteísmo absoluto e inflexível fosse alcançada. Até os profetas do século VIII, a religião do povo era monolátrica e não monoteísta; eles consideravam YHWH como o seu único Deus, mas não o único Deus. Ele era o deus nacional de Israel como Quemós deus de Moab, Milcom [en] deus de Amom.[carece de fontes?] Ainda não era o Deus de todas as nações e do universo; YHWH. A existência de outros deuses não foi definitivamente negada; mesmo o segundo mandamento não nega a existência de outros deuses; apenas proíbe Israel de se curvar a eles ou servi-los. Havia, na verdade, não poderia haver outro Deus em Israel; mas isso, afirma-se, não afetou a realidade dos deuses de outras nações; no entanto, perante o poder e a glória de YHWH, eles eram fracos e impotentes. Um poema muito antigo tem as palavras: Quem é semelhante a ti, ó Senhor, entre os deuses?—uma indicação suficiente de que a ideia de que havia outros deuses estava na mente do escritor. Em um salmo posterior, há uma reminiscência desse estado inicial do pensamento—não há nenhum semelhante entre os deuses. Maimônides, em seu livro os 613 mandamentos ensina com relação aos 1º e 2º mandamento, que os judeus são ordenados a crer em Deus, ou seja, que há um agente supremo que é criador de tudo e crer na unicidade de Deus, ou seja, que este criador de todas as coisas é uno.

#### Deus, Terra e Pessoas
Como entre outros povos semitas, também no início de Israel a relação mais próxima deveria subsistir entre a Deidade, a terra e o povo. YHWH era o Deus não só de Israel o povo, mas da terra de Israel; Ele não poderia ser abordado em nenhum outro lugar; a grande concepção de Sua onipresença, como defendida pelo autor do Salmo 139, ainda não havia sido alcançada. Assim, quando Davi foi compelido por seus inimigos a fugir, queixou-se amargamente: Eles me expulsaram hoje para que eu não me apegue à herança do Senhor, dizendo: vá, sirva a outros deuses; e o profeta Oseias fala do domínio dos israelitas como a terra de Deus (IX. 7). O tríplice relacionamento de Deus, povo e terra é forçosamente expresso em uma passagem tão tardia como a oração do Deuteronomista: "Olhe da tua santa habitação, do céu, e abençoe o teu povo Israel, e a terra que nos deste. Em Israel, em seguida, na terra de Israel YHWH era o único Deus. Mesmo este estágio preparatório do monoteísmo universal não foi alcançado até séculos após a ocupação da terra; havia um sincretismo de cultos religiosos; as pessoas eram tolerantes com os ba'alim locais; Jeroboão conseguiu estabelecer os deuses de bezerro em Dã (território de Dã) e em Betel, sem despertar um grande clamor. Yhwh sozinho na terra, a terra YHWH sozinho, a adoração de nenhum outro deus a ser tolerado na terra — este era o programa do profeta zeloso Eliá (EL+YH = Deus YHWH), e em sua atividade havia um decidido passo em frente para o reconhecimento de YHWH sozinho como o Deus de Israel. Para Eliá, era YHWH apenas ou nada; Por quanto tempo pareis entre duas opiniões? Se o Senhor é Deus, segui-o; mas se Baal, segui-lo. A monolatria alcança sua expressão suprema em Elias: Yhwh é Deus (YH'EL—iael) é a palavra de ordem de sua atividade; não há lugar para nenhum outro em Israel.
A partir dessa atitude de Eliá, foi apenas um passo para o monoteísmo puro; a crença é encontrada em plena floração nos discursos dos grandes profetas do século VIII; o gênio de Amós e seus sucessores levou a concepção da unidade de IAUÉ (Iá [YH] — Iáu [YHW] — Iáuá [YHWH]) ao seu limite máximo, embora mesmo em seu tempo o povo não atingisse essa altura do pensamento; foi somente após o retorno do exílio babilônico que a crença monoteísta foi uma posse positiva do povo, bem como dos grandes espíritos a quem a verdade foi concedida pela primeira vez.

#### Verdadeiro Monoteísmo
A visão moderna do desenvolvimento do pensamento religioso em Israel é que a concepção do monoteísmo puro foi alcançada através de três canais—através do reconhecimento de Deus na natureza e na história—através da crença no caráter ético ou santidade de Deus. Quando YHWH foi reconhecido como o Criador do céu e da terra e tudo o que neles há, quando o título o Senhor das hostes celestiais (Senhor dos Exércitos) foi dado a Ele, quando toda a terra foi falado como estando cheia de Sua glória, então não havia espaço para nenhum outro deus; pois a concepção de Deus como o Senhor e Criador da natureza carregava consigo, como um corolário necessário, a crença de que não havia deus além dele. As grandes concepções dos Profetas de que YHWH pune o erro cometido não apenas em Israel, mas em outras nações, que Ele é o árbitro dos destinos de tais outras nações, que Ele usa reis pagãos como instrumentos de punição ou salvação, como quando Isaías fala do monarca assírio como a vara da ira de Deus, quando Jeremias aponta para o rei babilônico como o instrumento pelo qual Deus castigará Jerusalém, e quando dêutero-Isaías se refere para Ciro como ungido de Deus — tudo isso envolve a conclusão de que não havia deus além de YHWH, pois seu domínio se estendia não apenas sobre Israel, mas também sobre as nações da Terra, e sua mão orientadora dirigia o curso de reis e povos no mundo. trabalhando fora de sua história. Mas a concepção da santidade de YHWH, o reconhecimento de seu caráter ético, levou mais do que qualquer outra coisa ao monoteísmo, como Kuenen apontou. Enquanto YHWH era visto apenas como o Deus nacional, era uma questão da supremacia dos mais fortes entre Ele e os deuses nacionais de outros povos. Mas quando Deus foi apresentado principalmente em Seu caráter ético e adorado como o Deus da santidade, não havia mais qualquer medida de comparação. Se YHWH era o Deus santo, então os outros deuses não eram. Aqui estava um elemento inteiramente novo; YHWH como o governador moral dos homens e das nações era absolutamente único; os deuses das nações eram elilim, vaidade, mentiras, abominação.

#### Apogeu em Isaías
A doutrina do monoteísmo absoluto é pregada da maneira mais enfática por Jeremias, o Deuteronomista (iv. 35, 39), mas o ensino bíblico sobre o assunto pode ser dito ter culminado em Isaías da Babilônia. YHWH, embora em um sentido peculiar o Deus de Israel, ainda é o Deus de todo o mundo. O ponto de vista deste profeta é intransigente: Eu, Eu sou o Senhor, e além de mim não há salvador (xliii. 11); Eu sou o primeiro, e Eu sou o último; e além de Mim não há Deus (xliv. 6, xlviii. 12); para que saibam desde o nascente do sol até o seu ocaso que não há outro fora de Mim; Eu sou Deus e não há outro (xv. 6; em Hebraico.). Nos salmos pós-exílicos e em outras porções da Bíblia, produzidas durante a segunda comunidade—Provérbios, Jó, Cântico dos Cânticos, Eclesiastes, Daniel—a crença no único Deus, e só n'Ele, é positivamente assegurada. Não só na Palestina era o monoteísmo agora a posse segura do povo judeu, mas pode-se dizer que o judaísmo da diáspora é consciente de si mesmo como portador da doutrina monoteísta e como sendo nela distinto de todo o seu entorno. Na prova desta última afirmação, muitas passagens podem ser citadas dos escritos apócrifos e pseudepigráficos. Que eles [as nações] Te conheçam, como também nós os conhecemos, que não há outro Deus senão Tu, ó Deus; nem há outro Deus além de Ti que se importe com todos; Ó Senhor, Senhor Deus, o Criador de todas as coisas, (…) Quem é o Rei e o clemente, o único que suprime todas as necessidades, que são as únicas virtuosas, onipotentes e eternas (II Mac. i. 24–25; comp. Jr. Ep. 5, em Kautzsch, Apokryphen, i. 226; Aristeas Letter, 134: ib. Ii. 16; Sibillines, Proem, 7, 15, 54, iii, 584 e seguintes, v.: ib., i, 184, 196, 207; também, Josefo, Ant. iv. 8, § 5).

#### Visão Talmúdica
A difusão do cristianismo com sua doutrina da divindade de seu fundador provocou uma série de expressões dos sábios judeus que tocavam o tema da unidade absoluta de Deus; assim, um comentário sobre o primeiro mandamento diz: Um rei de carne e sangue tem pai e irmão; mas Deus diz: Comigo não é assim; Eu sou o primeiro porque não tenho pai, e Eu sou o último porque não tenho irmão; e além de Mim não há Deus, porque não tenho filho. Uma expressão similar é usada na explicação do Ec. iv. 8 (Há só um, e não há um segundo): Ele não tem filho nem irmão; mas ouve, ó Israel, o Senhor é o nosso Deus, o Senhor é Um. Pode haver pouca dúvida de que tal ditado como "Aquele que extrai a pronúncia da palavra um [no Shemá], seus dias e anos serão alongados é de importância similar; a ênfase da unidade era a característica particular dos fiéis em um mundo de propaganda dualista e trinitária. Enquanto um homem recusasse a fidelidade a outros deuses, ele era considerado judeu; quem nega a existência de outros deuses é chamado de judeu. A unidade de Deus era uma verdade revelada para o judeu; não havia necessidade de provas para estabelecê-lo; era o princípio principal da fé; tampouco qualquer tentativa de tal prova foi encontrada até o tempo dos filósofos judeus medievais, que, ao construírem seus sistemas de filosofia religiosa, devotaram considerável espaço à consideração dos atributos de Deus, especialmente de Sua unidade. As provas para a unidade são dadas por Saadia (Emunot we-De'ot, i. 7), Maimônides (Moreh, ii. 1), Gersônides (Milamot Adonai, iii. 3) e Ḥasdai Crescas (Ohr Adonai, iii. 4).[carece de fontes?] A crença na unidade foi formulada por Maimônides como o segundo dos treze artigos da fé conhecido como Credo Maimonideano: Creio que o Criador, Bendito seja o Seu nome, é Um, e que nenhuma unidade é como a Sua de qualquer forma. e que somente Ele é nosso Deus, quem foi, é e sempre será. Solomon ibn Gabirol expressou a ideia de outra maneira em seu grande poema litúrgico Keter Malkut: Tu és Um, a primeira grande causa de todos; Tu és Um, e ninguém pode penetrar—nem mesmo os sábios de coração—o mistério de Tua insondável unidade; Tu és Um, o Infinitamente Grande. Esta declaração de crença encontrou expressão constante na liturgia, como no serviço de Minḥá na tarde de sábado (Tu és Um e Teu Nome é Um), e em poemas litúrgicos como o Adon 'Olam (Ele é Um e não há segundo, para comparar com Ele ou associar com Ele) e com o Yigdal (Ele é Um e não há unidade como a Sua unidade […] Sua unidade é interminável). A profissão da unidade é o clímax da devoção do maior dos dias santos, o Dia da Expiação. Na morte, é a última palavra a sair dos lábios do judeu e dos lábios dos espectadores. Esta tem sido a grande contribuição do judaísmo para o pensamento religioso da humanidade, e ainda constitui o fardo do seu ideal messiânico, a vinda do dia em que em todo o mundo dirá: Deus será Um e Seu Nome Um. Veja Shemá Israel.

### Visão cristã
Na Bíblia, o livro sagrado dos cristãos, encontra-se considerável número de referências ao monoteísmo. São usualmente atribuídas a Deus qualidades como onipotência, onipresença e onisciência. Apesar disso, há também referência, no Novo Testamento cristão, à divindade de Jesus e do Espírito Santo, especialmente nas Cartas Paulinas, o que vem a ser chamado de Trinitarismo, ou Doutrina da Trindade. Apesar de os cristãos considerarem o cristianismo como religião monoteísta, muitas outras crenças, como o judaísmo e o islã, monoteístas não o consideram como tal (fazendo objeções principalmente à divindade de Jesus Cristo); ademais, determinadas seitas e alguns grupos dentro da cristandade também não aceitam a Doutrina da Trindade.

### Visão islâmica
Deus (Alá ou Allah) é considerado único e sem igual. Cada capítulo (sura) do Alcorão, exceto dois, começa "Em nome de Deus, o beneficente, o misericordioso". Uma das passagens do Alcorão que é frequentemente usada para demonstrar atributos de Deus diz:

"Ele é Deus e não há outro deus senão Ele, Que conhece o invisível e o visível. Ele é o Clemente, o Misericordioso!

Ele é Deus e não há outro deus senão ele. Ele é o Soberano, o Santo, a Paz, o Fiel, o Vigilante, o Poderoso, o Forte, o Grande! Que Deus seja louvado acima dos que os homens Lhe associam!

Ele é Deus, o Criador, o Inovador, o Formador! Para ele os epítetos mais belos" (59, 22–24).

### Visão zoroástrica
O zoroastrismo é monoteísta, foi fundada na antiga Pérsia pelo profeta Zaratustra. Muitos estudiosos[carece de fontes?] consideram a religião como a primeira manifestação de um monoteísmo ético; acreditando que, da mesma forma, algumas concepções como paraíso, ressurreição e juízo final influenciaram o judaísmo, cristianismo, islamismo e outras religiões.

## Religiões dármicas

### Hinduísmo
Os Vedas são os livros mais sagrados do hinduísmo. O mais antigo deles, o Rigveda, que remonta há mais de 3000 anos, contém evidências da emergência de um pensamento monoteísta, com conotações panteístas. Alguns ramos do hinduísmo, como o Arya Samaj e o Brahmo Samaj são estritamente monoteístas.

### Sikhismo
O siquismo é essencialmente monoteísta, fundada em fins do século XV na região atualmente dividida entre o Paquistão e a Índia. Os siques acreditam em um Deus, que é Onipotente, Onisciente, Onipresente, o Supremo Criador.